# 塞尔卡多县 (贝尼省)

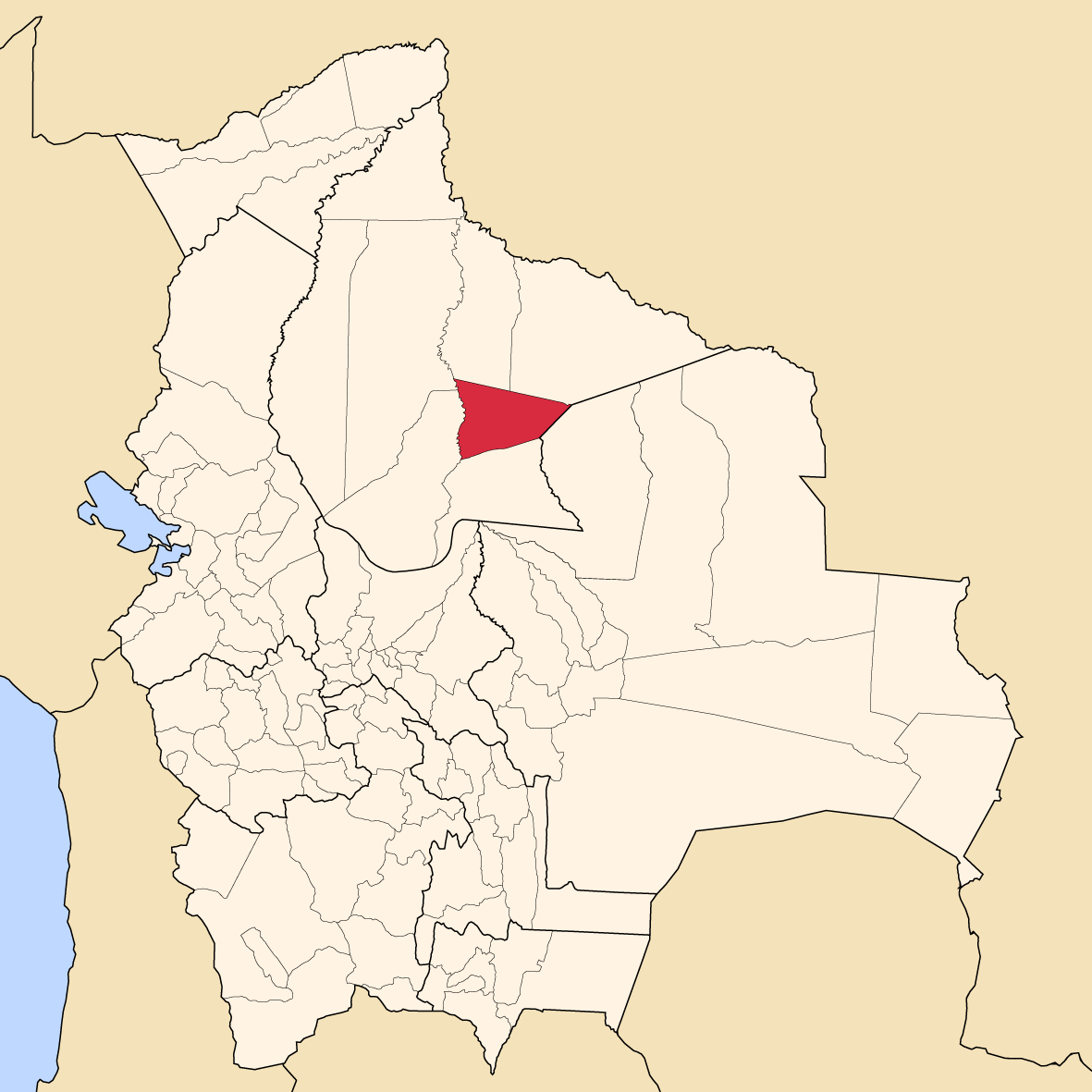

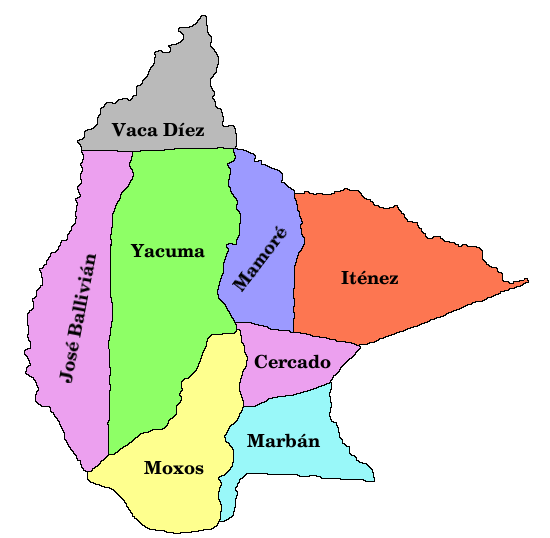

塞爾卡多县（西班牙語：Provincia de Cercado），是玻利維亞東北部貝尼省的县份，县府設於聖哈維爾，县内最大城市则为省会特立尼達。全县面積为12,276平方公里，2012年人口数量为111,873人，人口密度每平方公里9.11人。

## 行政区划
塞尔卡多县下分为两个市镇：特立尼达和聖哈維爾。